# Чанша Маглев
Чанша Маглев (кит.: 长沙磁浮快线; піньїнь: Chángshā cífú kuàixiàn) - середньошвидкісна лінія маглев Чанша, Китай. Відкрита 6 травня 2016. Максимальна швидкість - 100 км/год, завдовжки - 18,55 км, між південним вокзалом та аеропортом, - поїзд долає за 10 хвилин.
Один кілометр лінії обійшовся при будівництві в 195 мільйонів юанів (майже 30 мільйонів доларів США).
Будівництво було розпочато в травні 2014 року, пробний пуск у 26 грудня 2015 року, і, нарешті, розпочата випробувальна експлуатація 6 травня 2016 року Кошторисна вартість проекту - 4,6 млрд. юанів ($749 млн)